# Sam Williamson (Fußballspieler)
Samuel James „Sam“ Williamson (* 15. Oktober 1987 in Macclesfield) ist ein ehemaliger englischer Fußballspieler.

## Karriere
Williamson durchlief die Jugendmannschaften von Manchester City seit seinem neunten Lebensjahr und stand mit dem Jugendteam 2006 im Finale um den FA Youth Cup, das gegen den Nachwuchs des FC Liverpool verloren ging. Im Juli 2006 erhielten er und seine Teamkameraden Laurence Matthewson, Shaleum Logan, Michael Johnson und Kelvin Etuhu ihre ersten Profiverträge. Auf sein Pflichtspieldebüt für das Profiteam musste Williamson aber noch fast zwei Jahre warten. Am 20. April 2008 wurde er in der Premier-League-Partie gegen den FC Portsmouth nach 56 Minuten von Sven-Göran Eriksson für den verletzten Richard Dunne eingewechselt. Dies blieb sein einziger Einsatz für Manchester City, Ende November 2008 wurde er auf Leihbasis von Dean Saunders zum FC Wrexham in die Football Conference geholt. Williamson konnte dabei als linker Außenverteidiger überzeugen und wechselte zum Jahreswechsel ablösefrei zum FC Wrexham.
Wrexham verpasste in der Saison 2008/09 mit Williamson als Stammspieler den anvisierten Aufstieg in die Football League Two deutlich. Nach einer Leisten-Operation zu Beginn der Saison 2009/10 schaffte Williamson den Sprung in die Stammmannschaft nicht mehr und kam im gesamten Saisonverlauf nur zu zwei Einsätzen. Am 31. März 2010 wurde er daher für die restliche Spielzeit in die Conference South an den Aufstiegskandidaten Fleetwood Town verliehen. Er kam während seiner Leihzeit zu vier Einsätzen, in den Aufstiegs-Play-offs, in denen sich Fleetwood erfolgreich durchsetzte, kam er aber nicht zum Einsatz. Am Saisonende gehörte Williamson zu jenen elf Wrexham-Spielern, die für die folgende Saison keinen neuen Vertrag angeboten bekamen.